# Gaspar Hernández Morales
Gaspar Higinio Hernández Morales, M. I. (Lima, 6 de enero de 1798-Willemstad, 21 de julio de 1858), más conocido como Gaspar Hernández, fue un presbítero, religioso, profesor, político, prelado, tradicionalista y monárquico realista camiliano hispano-peruano nacionalizado dominicano. Tuvo una labor pastoral en cinco países: Perú, Puerto Rico, República Dominicana, Venezuela y Cuba.
Inició su formación eclesiástica a los once años en el Colegio Seminario de Santo Toribio e ingresó a los dieciséis en la Orden de San Camilo. Profesó en 1815 y fue ordenado sacerdote en 1821. Ejerció brevemente la docencia como profesor de filosofía en el convento de convento de Nuestra Señora de la Buena Muerte y en el propio Seminario de Santo Toribio.
Defendía la causa realista. Sirvió como capellán del Ejército Real del Perú hasta la batalla de Ayacucho. En 1830 se trasladó a Puerto Rico y enseñó en el Seminario San Ildefonso de San Juan.
En Santo Domingo se radicó. Allí fue maestro de Juan Pablo Duarte y Francisco del Rosario Sánchez, dos de los Padres de la Patria de la República Dominicana. Desde su llegada, apoyó la separación de Santo Domingo del dominio haitiano, razón por la cual fue expulsado por el gobierno haitiano en 1843. Entre 1845 y 1848, ejerció como párroco en Venezuela. Tras la proclamación de la independencia dominicana, integró el Consejo Conservador entre 1851 y 1853, hasta su expulsión por Pedro Santana. Se trasladó a Santiago de Cuba, donde fue huésped del arzobispo español san Antonio María Claret y enseñó filosofía en el Seminario San Basilio Magno hasta 1856. A su regreso a Santo Domingo, fue vicerrector y brevemente rector del Seminario Santo Tomás de Aquino. En 1858, ocupó por corto tiempo los cargos de provisor y vicario general de la arquidiócesis de Santo Domingo.
El municipio de Gaspar Hernández, en la provincia Espaillat, lleva su nombre en homenaje.

## Biografía
Nació en Lima, el 6 de enero de 1798. Era hijo de Francisco Hernández, nativo de Galicia, y la limeña Juana Morales. A los 11 años comenzó su formación en el Colegio Seminario de Santo Toribio e ingresó a los 16 años en la Orden de San Camilo. En julio de 1814 pasó al convento de Nuestra Señora de la Buena Muerte, donde profesó sus votos simples al año siguiente tras el noviciado. Completados sus estudios teológicos, fue ordenado sacerdote por el obispo de La Paz, Antonio Sánchez Matas, el 11 de enero de 1821, y enseñó brevemente como profesor de filosofía en el convento de Nuestra Señora de la Buena Muerte y en el Seminario de Lima.
Poco después fue acusado de malversación de fondos y prácticamente recluido en el convento de San Francisco durante unos meses. Fue realista y sirvió como capellán castrense del Ejército Real del Perú bajo el mando del virrey José de la Serna durante casi cuatro años, hasta la derrota en la batalla de Ayacucho, el 9 de diciembre de 1824.
El 2 de enero de 1825 se embarcó en Vítor, Departamento de Arequipa. Después de algunos viajes, llegó a Puerto Rico en febrero de 1830. Gracias a la intervención del obispo de Puerto Rico, Pedro Gutiérrez de Cos, ocupó un puesto como profesor de filosofía y matemáticas en el recién fundado Seminario San Ildefonso de San Juan de 1832 a 1834.
Tras la muerte de Pedro Gutiérrez, se instaló en la ciudad Santo Domingo e inició su labor pastoral el 22 de julio de 1839 en la Iglesia de San Carlos, extramuros de la ciudad. Poco después, entre 1841 y 1843, también fue párroco del sagrario de la Catedral de Santo Domingo.
Durante la ocupación haitiana de Santo Domingo, la isla carecía casi por completo de instituciones educativas. En ese contexto, en 1842, Gaspar Hernández Morales se convirtió en uno de los pocos maestros activos. Abrió una clase diaria de filosofía en una casa detrás de la Iglesia de San Carlos. Entre sus alumnos estuvieron Juan Pablo Duarte, Francisco del Rosario Sánchez, Juan Isidro Pérez y Pedro Alejandro Pina. Más tarde, al ser trasladado a la Catedral, siguió enseñando en un cuarto anexo a la sacristía de la Iglesia Regina Angelorum, donde cada mañana se reunía con esos jóvenes en encuentros que, más que lecciones, parecían una verdadera «junta revolucionaria».
El 30 de abril de 1843, celebró un Te Deum en la Capilla de la Misericordia para conmemorar el triunfo de la Reforma haitiana. Durante la ceremonia, pronunció una homilía frente al canónigo Tomás de Portes e Infante —vicario general de la arquidiócesis de Santo Domingo—, al general Pablo Alí —comandante de Armas de Santo Domingo— y al Comité Popular de la ciudad. En ella denunció los abusos cometidos bajo el gobierno de Jean-Pierre Boyer y expresó su esperanza en un mejor futuro. Pero esa esperanza duró poco. Con la llegada al poder de Charles Rivière-Hérard —el hombre fuerte que desplazó a Boyer—, fue expulsado de la isla en agosto de 1843, junto al franciscano navarro fray Pedro Pamiés, acusado de agitar al pueblo con sus sermones. Ambos partieron rumbo a la isla de Curazao.

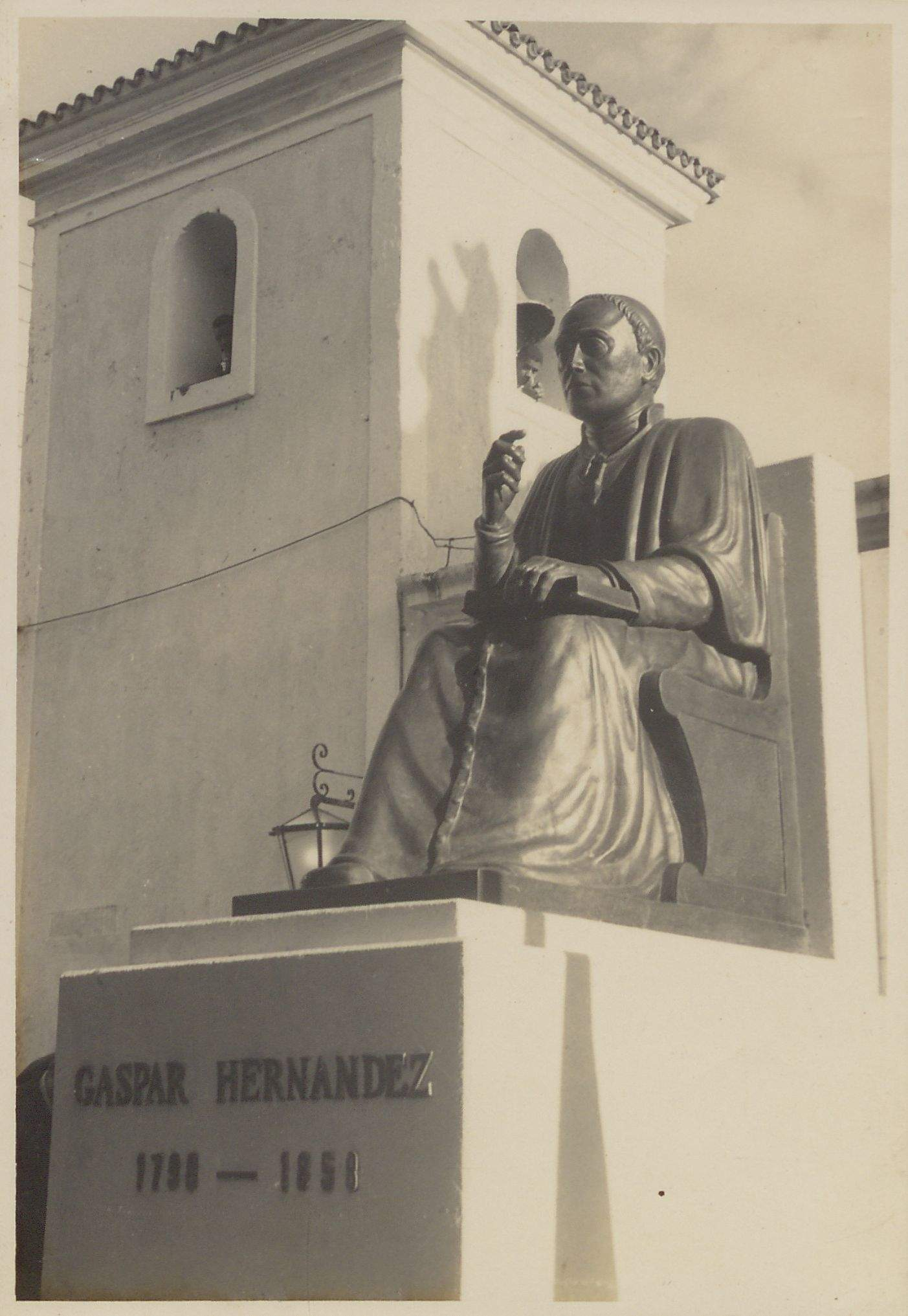
Estatua del padre Gaspar Hernández en Ciudad Trujillo del escultor Luis Soto.

Ambos sacerdotes defendían una visión en la cual España, vista como protectora del clero y la tradición religiosa dominicana, frente a los gobiernos haitianos que perseguían la fe católica y favorecían a misioneros protestantes metodistas. Esta persecución religiosa se considera una de las causas fundamentales de la búsqueda de independencia dominicana.
Desde Curazao, el 22 de agosto de 1843, escribió al gobernador de Puerto Rico para pedir el regreso de Santo Domingo al Reino de España y le afirmó su identidad con claridad: «En cualquier parte soy español». Luego, en marzo de 1844, escribió a un amigo: «Te felicito a ti y a todos los dominicanos por haber sacudido el yugo de la dominación de los muñeses cocolos, abrigando la esperanza de que como Uds. no han sido nunca ingratos con su madre patria, pronto aclamarán a ella».
Pasó a Venezuela, donde fue párroco en Altagracia de Orituco y, desde 1845, párroco interino y vicario de La Guaira hasta marzo de 1848. Regresó a Santo Domingo y sirvió como párroco interino de La Vega desde octubre de 1848. Allí apoyó el 21 de mayo de 1849 el pronunciamiento contra Jimenes.
En 1851 fue elegido representante por la provincia de Santiago y llegó a ocupar la vicepresidencia y posteriormente la presidencia del Consejo Conservador, desde donde promovió activamente la educación pública. En octubre de 1852, fue nombrado profesor de matemáticas, agrimensura y cosmografía en el Colegio Nacional San Buenaventura. Al mismo tiempo, servía como párroco de las Iglesias de Santa Bárbara y Azua. El 6 de marzo de 1852, el arzobispo de Santo Domingo, Tomás de Portes, lo nombró canónigo de honor del cabildo de la Catedral, pero luego fue suspendido a divinis por conducta irregular.
Cuando el general Pedro Santana asumió la presidencia de la República Dominicana por segunda vez, en marzo de 1853 dictó un decreto que expulsó de nuevo del país a Gaspar Hernández, junto a los sacerdotes Elías Rodríguez Ortíz y Santiago Díaz de Peña. Exiliado en Curazao, publicó una obra llamada Derecho y prerrogativa del Papa y de la Iglesia, o sea una breve impugnación de los cuatro artículos de la Asamblea del clero galicano de 1682. En este texto, el sacerdote expone con claridad sus pensamientos monárquicas y su escepticismo hacia los gobiernos republicanos de Hispanoamérica, afirmando con severidad que «prometen mucho y nada cumplen; al contrario, destruyen libertades y derechos sociales. Estos defectos son notorios».
De Curazao, se trasladó a la ciudad de Santiago de Cuba, y durante tres años fue huésped del arzobispo catalán Antonio María Claret, trabajando en aquella Catedral y algunas parroquias de la arquidiócesis, enseñando filosofía en el Colegio Seminario San Basilio Magno (1854-1856), y ocupando el puesto de canónigo honorario del cabildo santiaguero, a pesar de serlo de jure únicamente en la Catedral de Santo Domingo.
Procedente de Santiago de Cuba y tras una breve escala en La Habana, llegó a Santo Domingo el vapor Habanero el 24 de enero de 1857. Amparado en el decreto del Consejo de Secretarios de Estado, firmado por el presidente dominicano Manuel de Regla Mota el 11 de agosto de 1856, el viajero pudo regresar, gracias a la anulación de la orden de expulsión y la autorización para el retorno de los exiliados bajo el gobierno de Pedro Santana.
Esta tercera y última estancia en Santo Domingo duraría apenas 17 meses. Durante este periodo, desempeñó el rol de vicerrector del Seminario Conciliar Santo Tomás de Aquino (1857-1858), participó en la consagración del obispo coadjutor Elías Rodríguez en 1857 y luego presidió su funeral. A la muerte del arzobispo Portes, asumió el gobierno de la arquidiócesis y la rectoría del Seminario Santo Tomás de Aquino el 8 de abril de 1858.
Todo esto ocurrió en el contexto de la guerra civil dominicana de 1857-1858, en la que las fuerzas de Santana sitiaban la capital. Ante la inminente entrada del caudillo, provocada por la capitulación del presidente Buenaventura Báez, el clérigo optó por abandonar la ciudad antes de su rendición.
Llegó a Curazao el 12 de junio de 1858 y se hospedó con el vicario apostólico de Curazao, Martín Niewindt. Sin embargo, al poco tiempo enfermó y a pesar de recibir asistencia médica, su salud no resistió. Falleció el 21 de julio de 1858, a los 60 años, y fue enterrado en la parroquia Santa Ana de Willemstad.